# 도쿄도 교통국

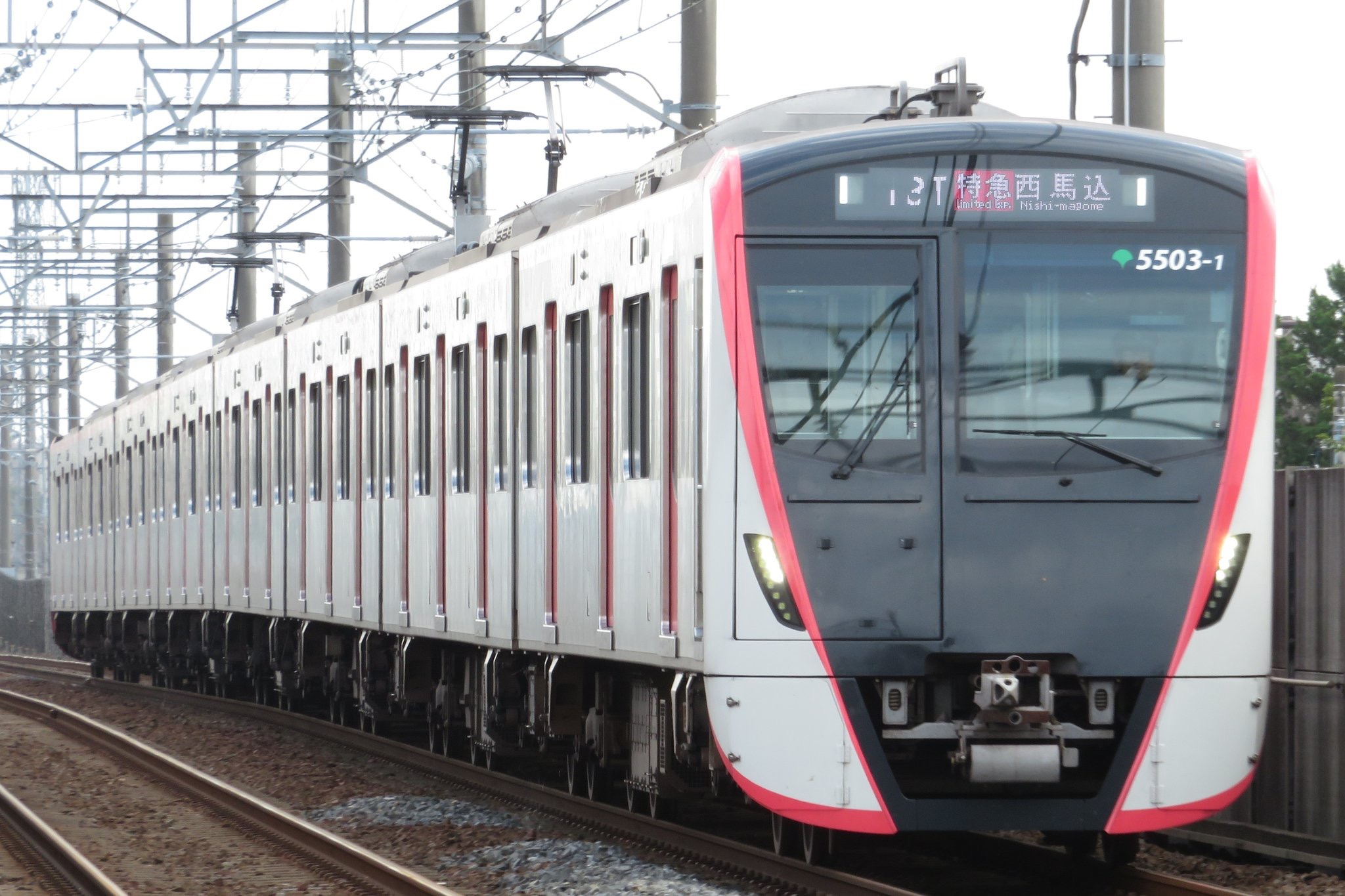
도쿄도 교통국 5500형 전동차 모습</br>(지하철 아사쿠사선 전동차)

도쿄도 교통국(일본어: 東京都交通局)은 도쿄도의 지방공영기업(地方公營企業)의 하나이다. 버스, 지하철, 노면전차, 모노레일을 운영하고 있다.

## 역사
- 1911년 8월 1일: 도쿄시(東京市)가 도쿄 철도(東京鉄道) 주식회사를 사들임. 도쿄시 전기국(東京市電気局)를 설치함.
- 1943년 7월 1일: 도쿄시와 도쿄부가 합쳐져 도쿄도가 됨에 따라서 도쿄도 교통국으로 명칭 변경함.
- 1960년 12월 4일: 지하철 사업 시작함.
- 1972년 11월 12일: 아라카와선(荒川線)을 제외하고 노면전차 폐지함.
- 2008년 3월 30일: 닛포리 도네리 라이너가 개통함.

## 사업
- 도에이 지하철
  - 아사쿠사 선 ○, 노선 번호: A
  - 미타 선 ○, 노선 번호: I
  - 신주쿠 선 ○, 노선 번호: S
  - 오에도선 ○, 노선 번호: E

- 버스

- 노면전차
  - 아라카와 선

- 모노레일

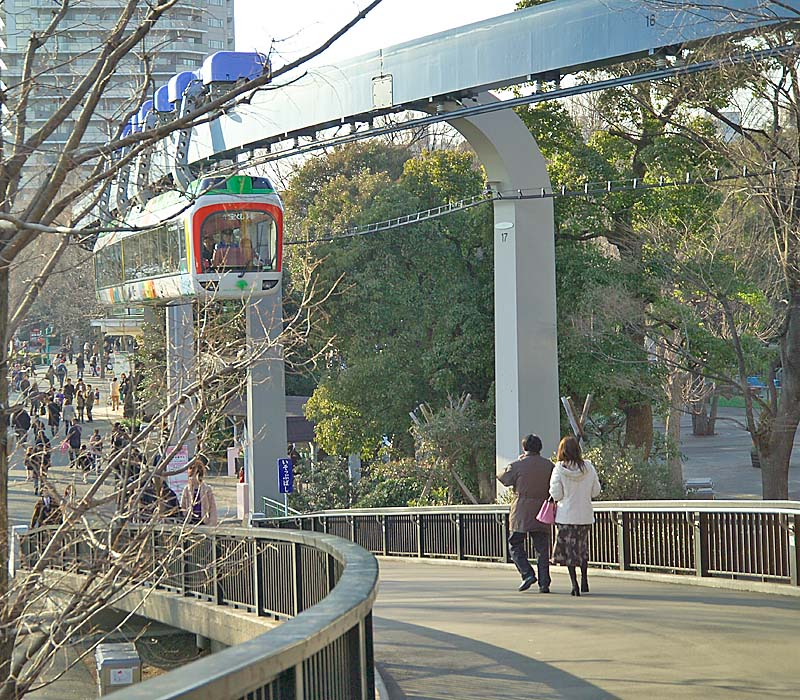
우에노 현수선

  - 우에노 현수선 (우에노 동물원 안에 있음)

- 신교통 시스템
  - 닛포리 도네리 라이너

## 보유 차량들
- 40형(우에노 동물원 모노레일)
- 300형(신교통 닛포리 도네리 라이너)
- 5300형(아사쿠사선)
- 5500형(아사쿠사선)
- 6300형(미타선)
- 6500형(미타선)
- 7000형(아라카와선)
- 7500형(아라카와선)
- 8500형(아라카와선)
- 8800형(아라카와선)
- 9000형(아라카와선.9001호,9002호 이렇게 2대 보유. 주로 이벤트용 차량으로 이용)
- 10-000형(신주쿠선)
- 10-300형(신주쿠선)
- 12-000형,12-100형(오에도선)
- 12-600형(오에도선)
- E5000형 전기 기관차(아사쿠사선 및 오에도선, 시업 전용)

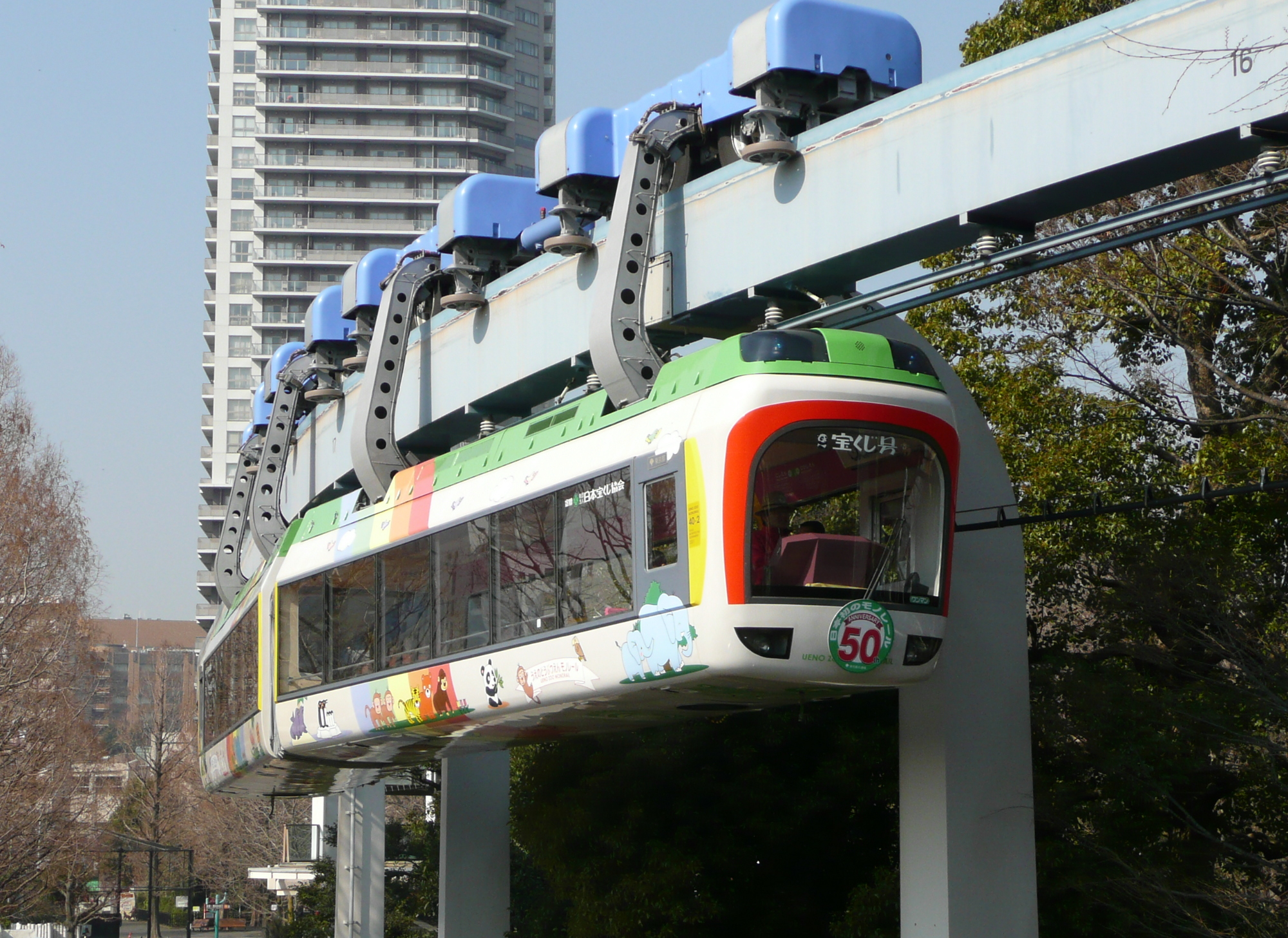
40형
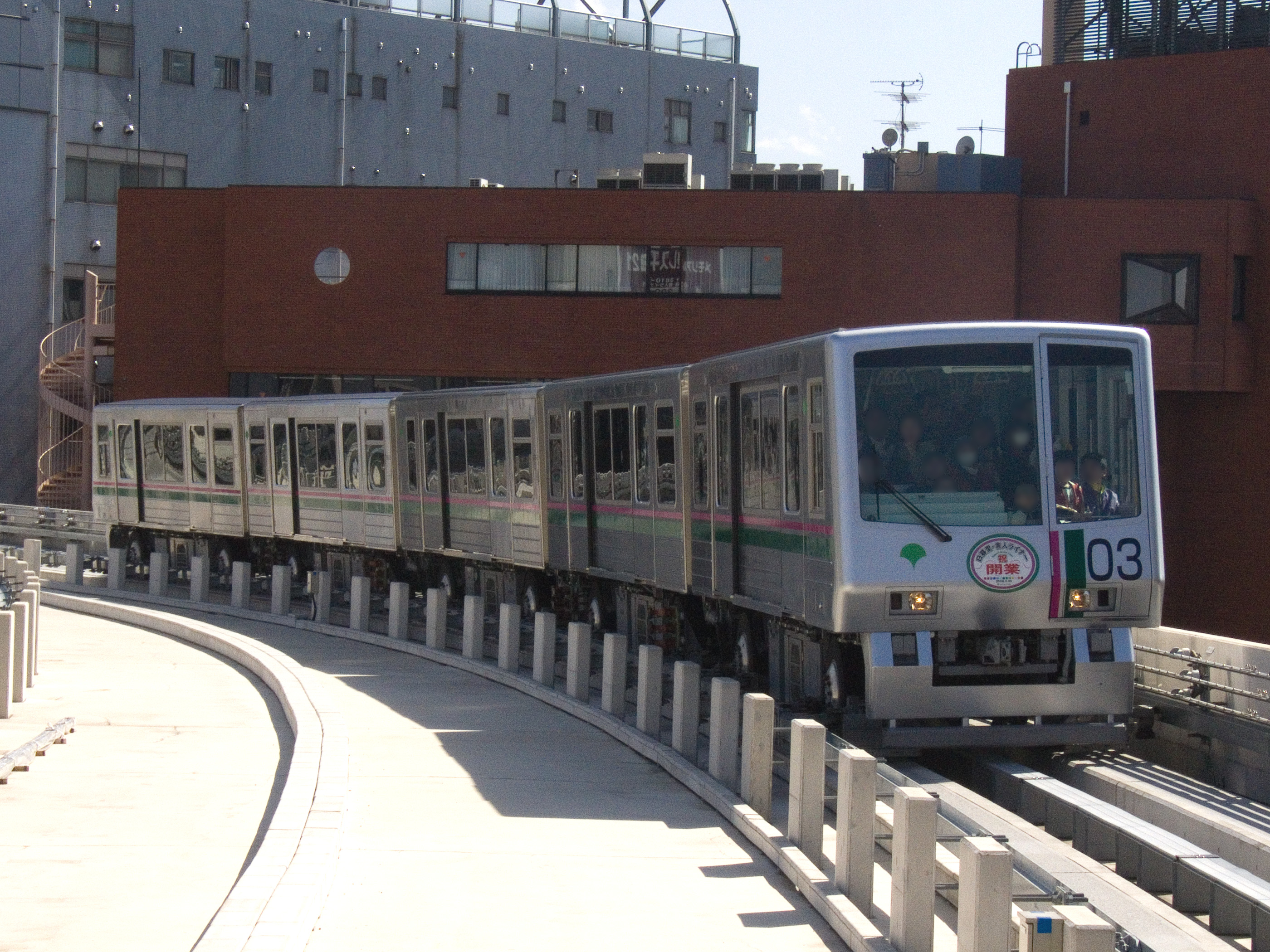
300형
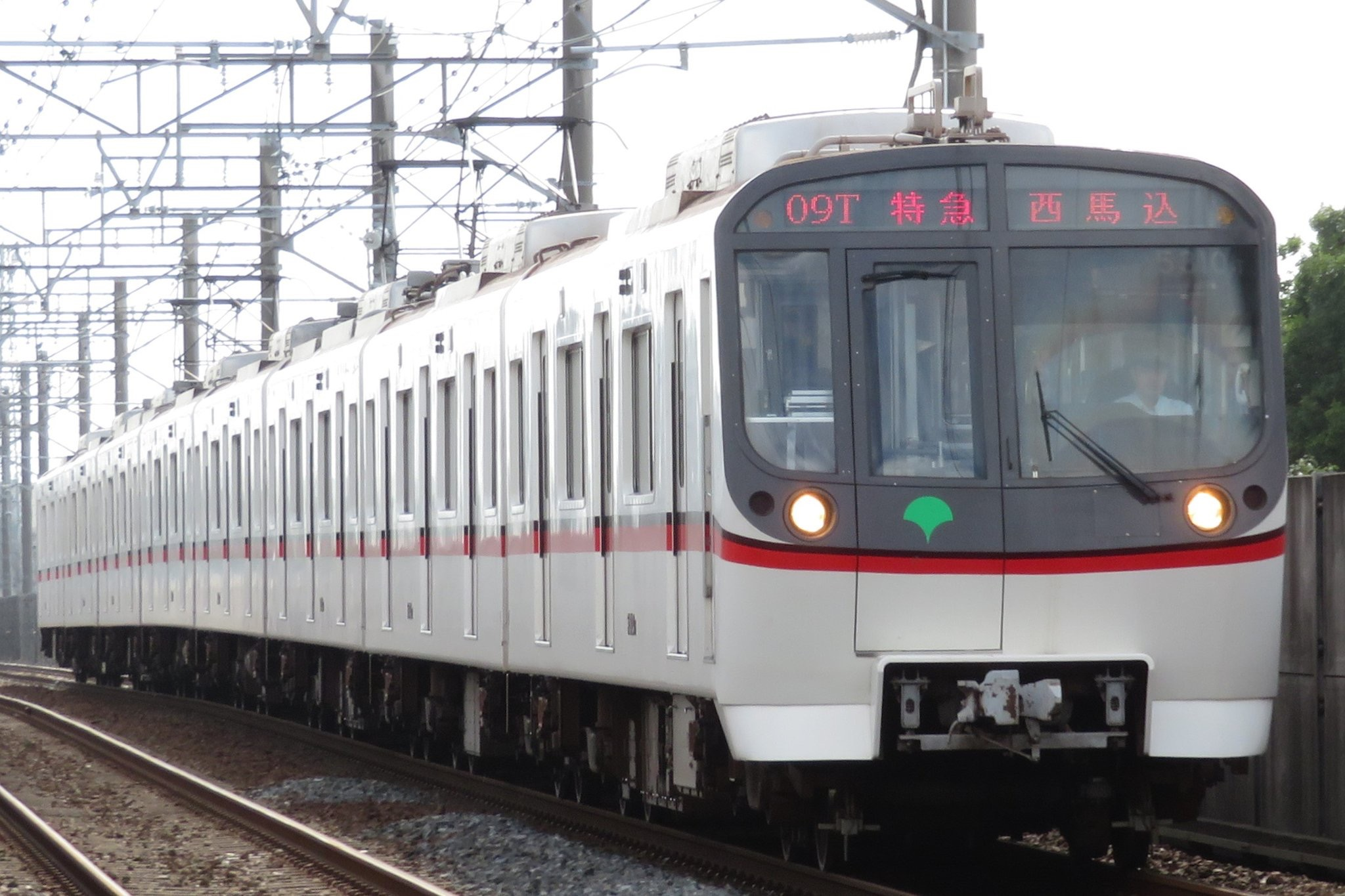
5300형
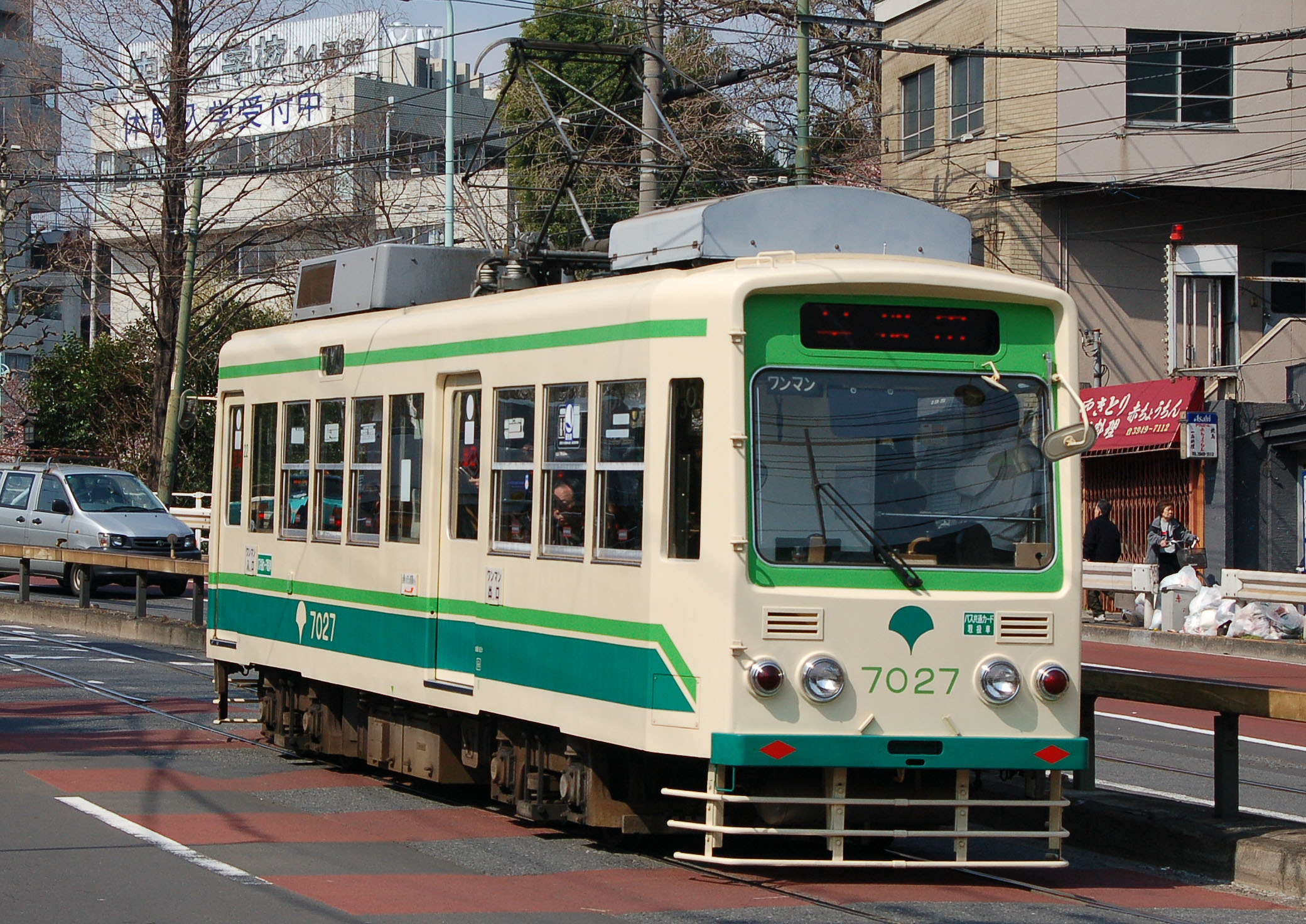
7000형
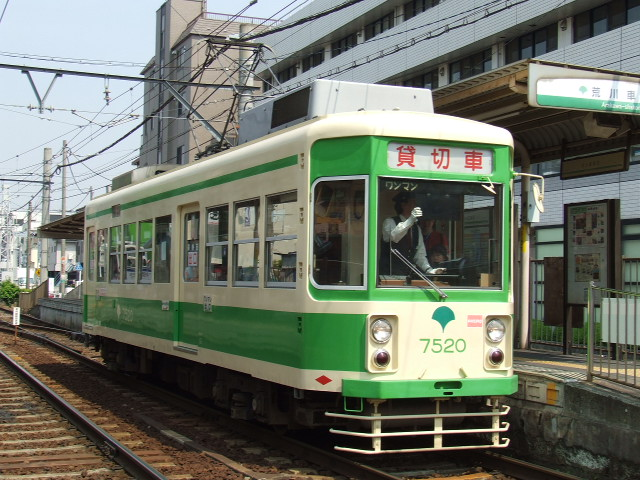
7500형
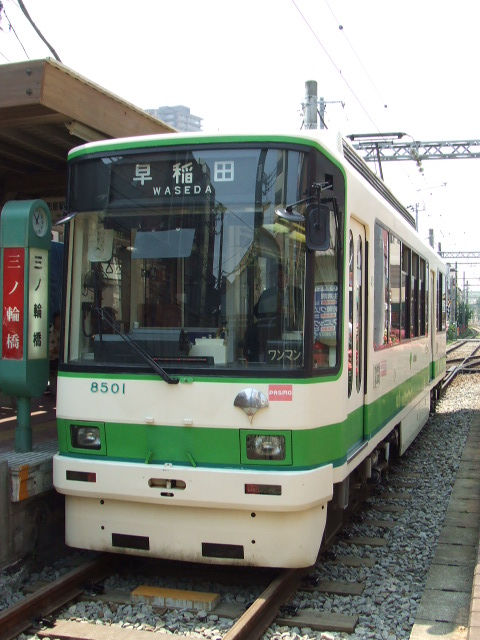
8500형
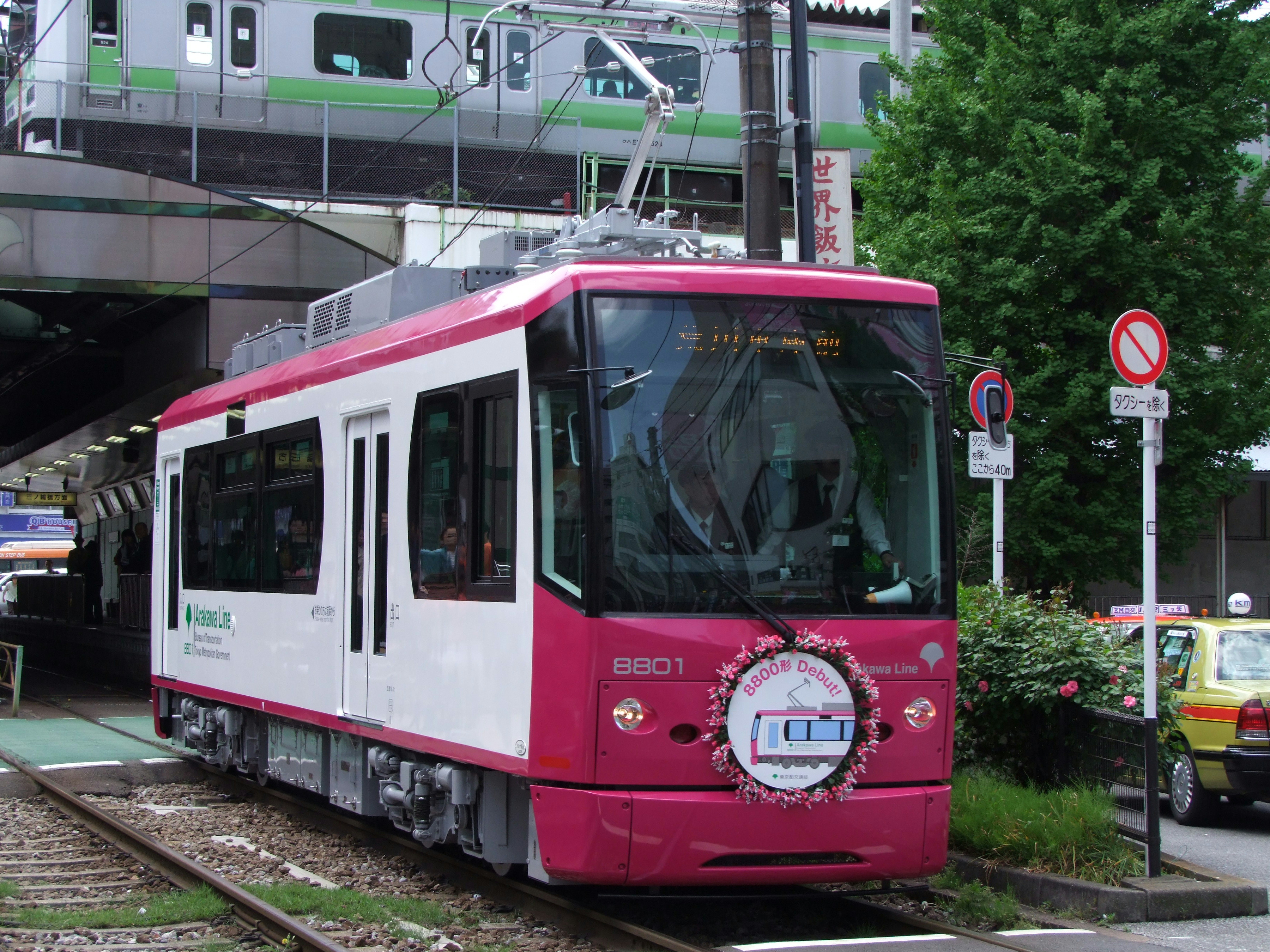
8800형
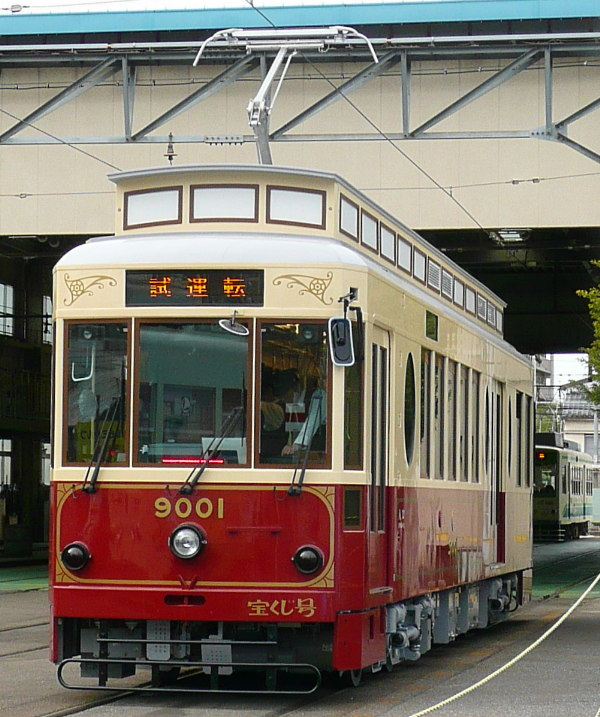
9000형[9001호]
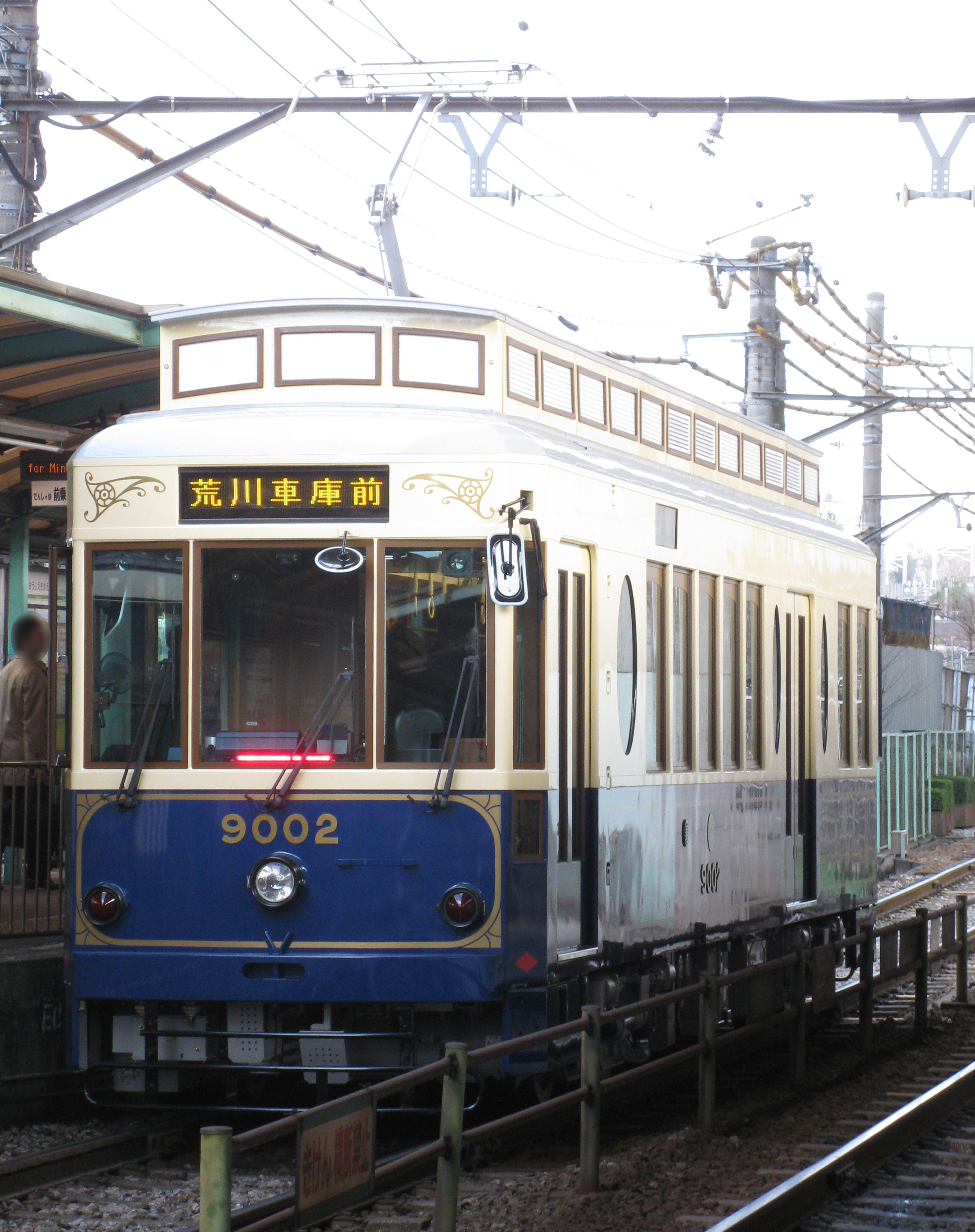
9000형[9002호]
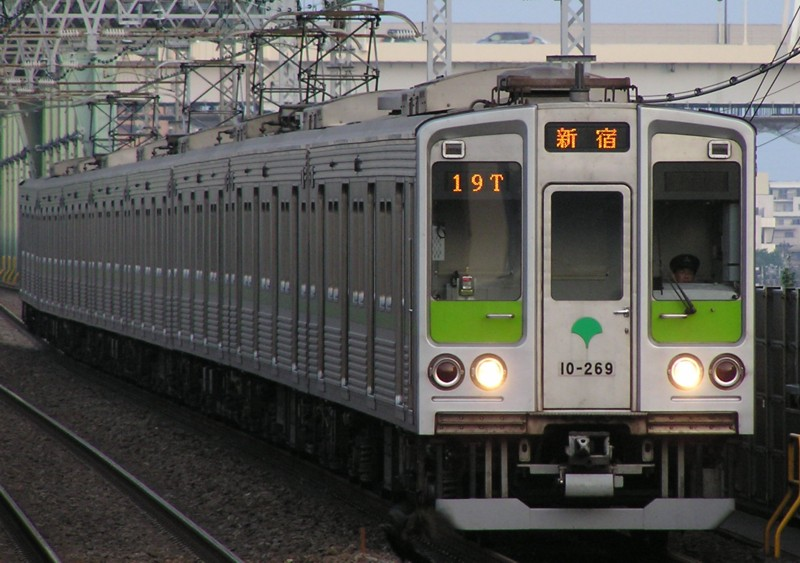
10-000형
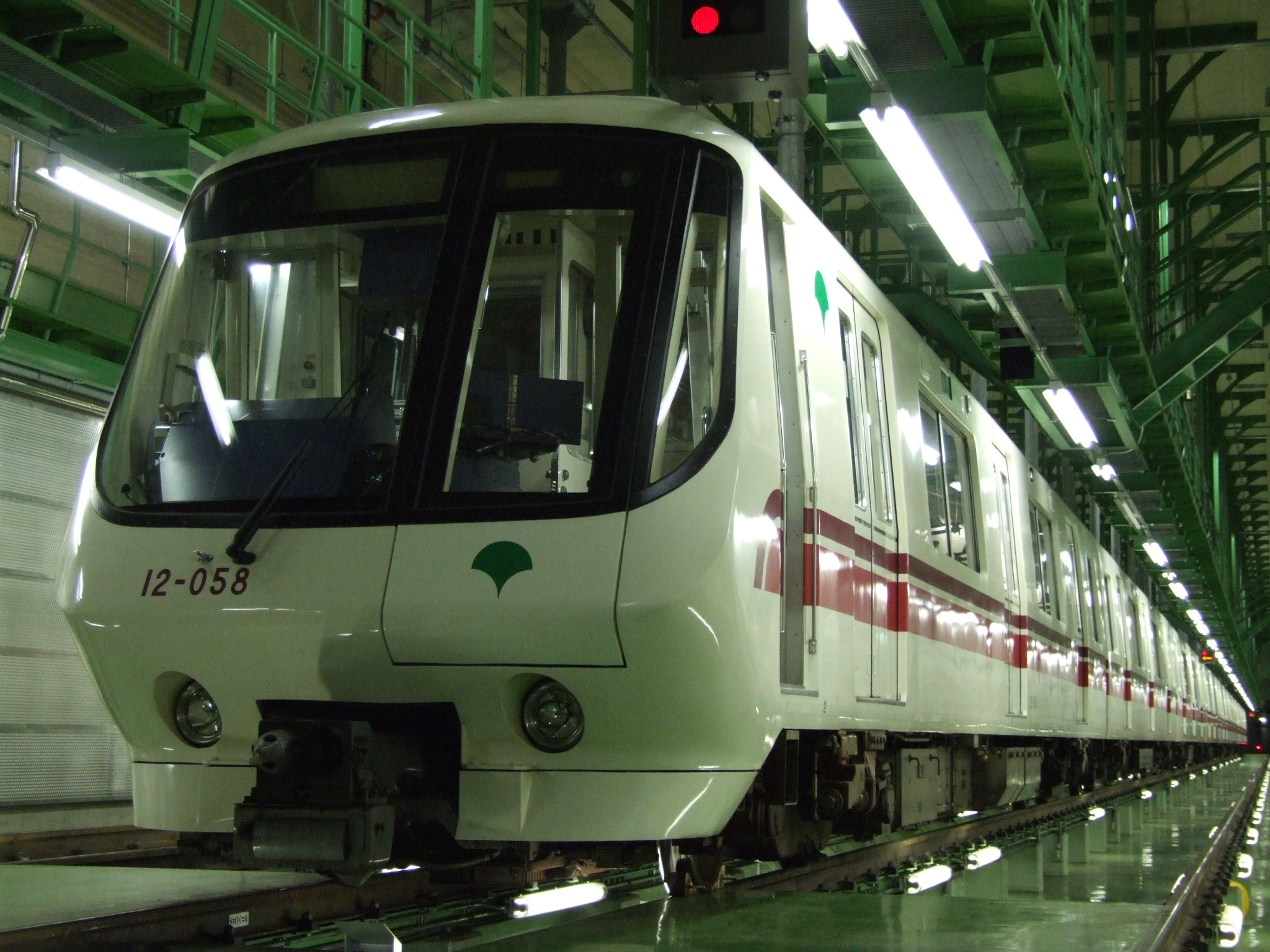
12-000형
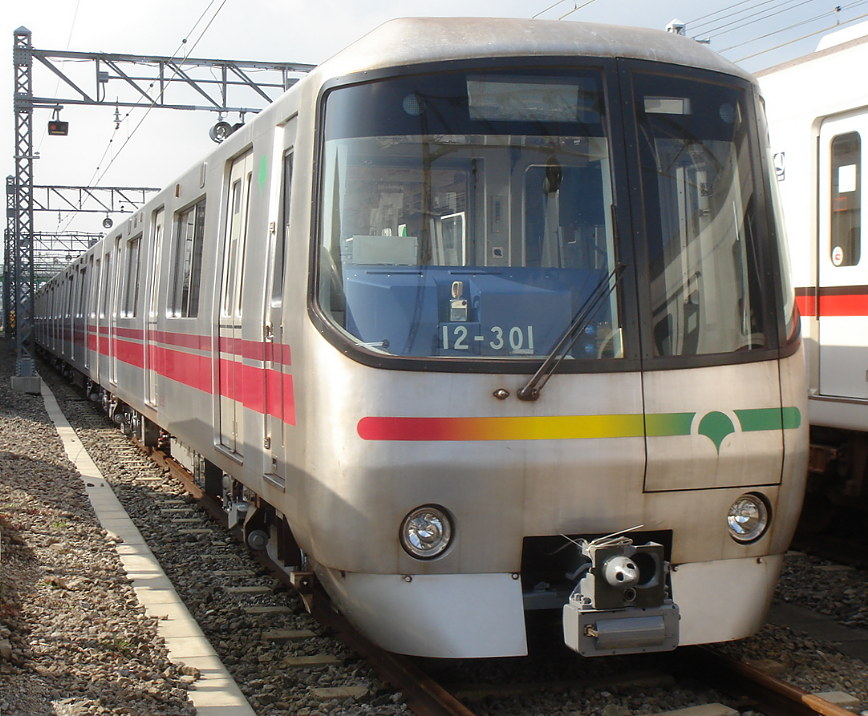
12-100형
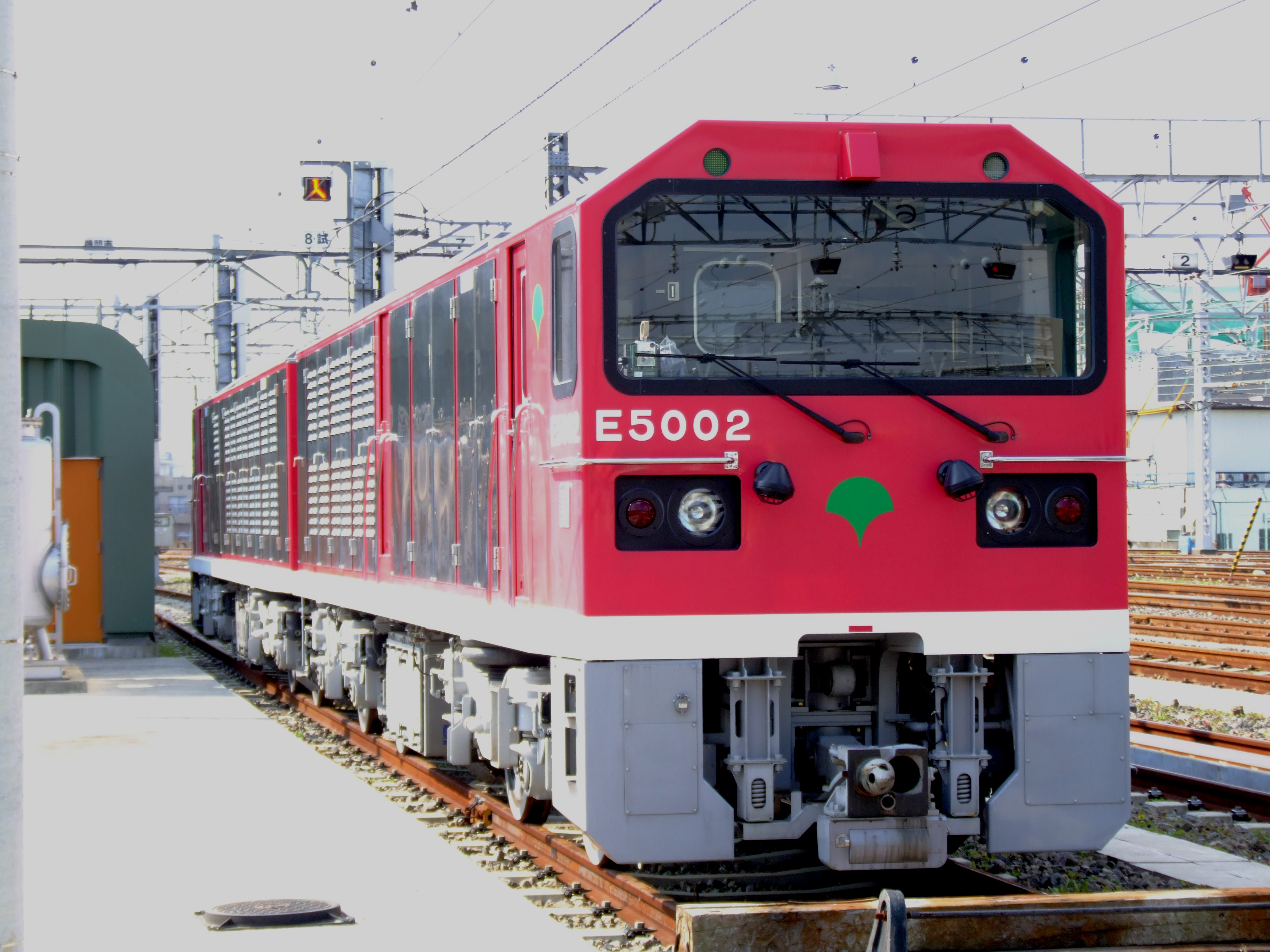
E5000형 전기 기관차